# Parco nazionale di Nairobi
Il Parco nazionale di Nairobi (nome ufficiale, in inglese, Nairobi National Park) è un'area naturale protetta del Kenya, con un'estensione complessiva di 117 km². Situato a circa 10 km dal centro di Nairobi, costituisce un esempio, piuttosto raro, di Parco nazionale negli immediati dintorni di una grande città.

## Storia
Nel tardo XIX secolo, quando i primi coloni britannici arrivarono nella regione, la zona di Nairobi era ricca di fauna, e abitata solo dai pastori nomadi Masai e dagli agricoltori Kikuyu. L'insediamento iniziale a Nairobi crebbe rapidamente (già nel 1910 contava circa 14.000 abitanti) e gli animali furono gradualmente respinti verso le praterie a nord e ovest di Nairobi, che furono dichiarate Riserva di caccia (game reserve) dal governo coloniale. Karen Blixen (l'autrice di La mia Africa) ricorda che in questo periodo i coloni cavalcavano nelle praterie in mezzo a gazzelle, impala e zebre. 

Nel 1932, l'ambientalista Mervyn Cowie diede inizio a una campagna per salvaguardare l'ecosistema della regione, seriamente minacciato dalla presenza umana, chiedendo in particolare che le pianure di Athi fossero dichiarate "parco nazionale". In questo periodo, l'area apparteneva alla Southern Game Reserve, una riserva in cui era vietata la caccia, ma in cui erano ammesse numerose altre attività distruttive, dal pascolo di bestiame allo scarico di rifiuti.
L'azione di Cowie ebbe i suoi frutti, e nel periodo di tempo fra il 1933 e il 1939 vennero definiti i confini del Parco nazionale. Cowie intraprese una serie di ulteriori interventi; tra l'altro, dialogò con le popolazioni locali per convincerle a rispettare il parco. Nonostante la presenza e gli sforzi di Cowie, durante la Seconda guerra mondiale nell'area venne allestito un accampamento militare, e i soldati sterminarono la popolazione di leoni. Cowie riuscì infine a far costruire una recinzione protettiva, che esiste ancora oggi, per separare il parco dal campo militare. 
Il Parco nazionale fu aperto ufficialmente solo dopo la fine della guerra, a Natale del 1946. Fu il primo parco nazionale del Kenya. Cowie fu nominato direttore, e mantenne questa carica fino al 1966. Per circa trent'anni, l'amministrazione del parco fu gestita privatamente; in seguito, essa passo all'ente statale del Kenya Wildlife Service.
Nel luglio 1989, per volere del presidente del Kenya, Daniel Arap Moi, nel parco furono bruciate, in un grande e spettacolare falò, oltre 2.000 zanne di avorio per un valore totale di 60 milioni di scellini kenioti; fu un atto simbolico per dimostrare a tutto il mondo, l'impegno del governo contro la caccia illegale agli elefanti e il commercio di avorio.

## Territorio

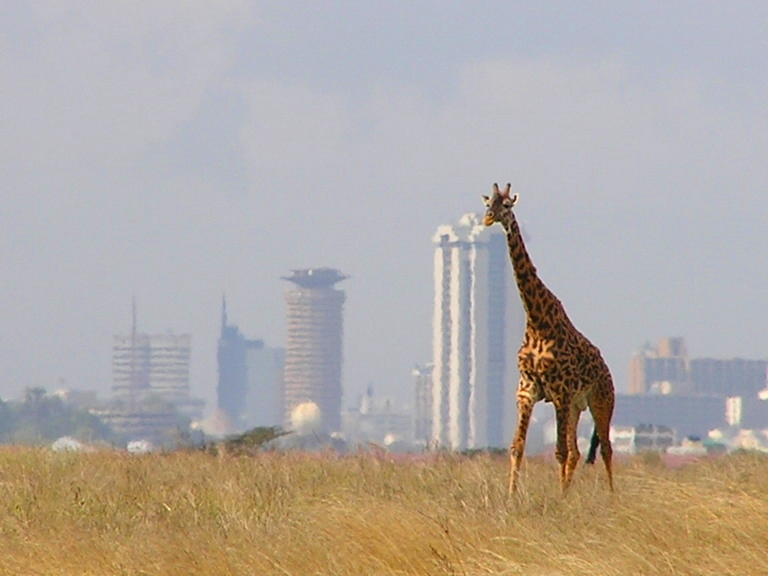
Una giraffa nel parco. Sullo sfondo i grattacieli di Nairobi.

Il parco appartiene all'ecosistema di Athi-Kapiti. Si trova a pochi chilometri da Nairobi, e i confini settentrionali, orientali e occidentali sono costituiti da una recinzione elettrica. Il confine meridionale è segnato dal fiume Mbagathi, e non è recintato, cosa che consente le migrazioni stagionali dei branchi di ungulati da e verso le regioni di Athi-Kapiti e Kitengela.

## Habitat e flora
Il parco include due tipi principali di habitat: la foresta fluviale che si sviluppa attorno al fiume Athi (che costituisce parte del confine del parco) e la pianura di Athi-Kapiti, caratterizzata da savana (con erba di diverse specie di generi come Themeda, Cyprus, Digitaria e Cynodon) e acacie della specie Acacia xanthophloea. Nella parte settentrionale si trova inoltre una regione caratterizzata da foresta tropicale secca con alberi delle specie Olea africana, Croton dichogamus e Calodendrum.

## Fauna
I diversi habitat del parco forniscono un ambiente ideale per numerose specie di animali africani. Questo ambiente è stato anche modificato artificialmente per risultare ancora più ospitale (per esempio, sono state realizzate dighe e bacini artificiali per attrarre gli erbivori fortemente dipendenti dalle disponibilità d'acqua).

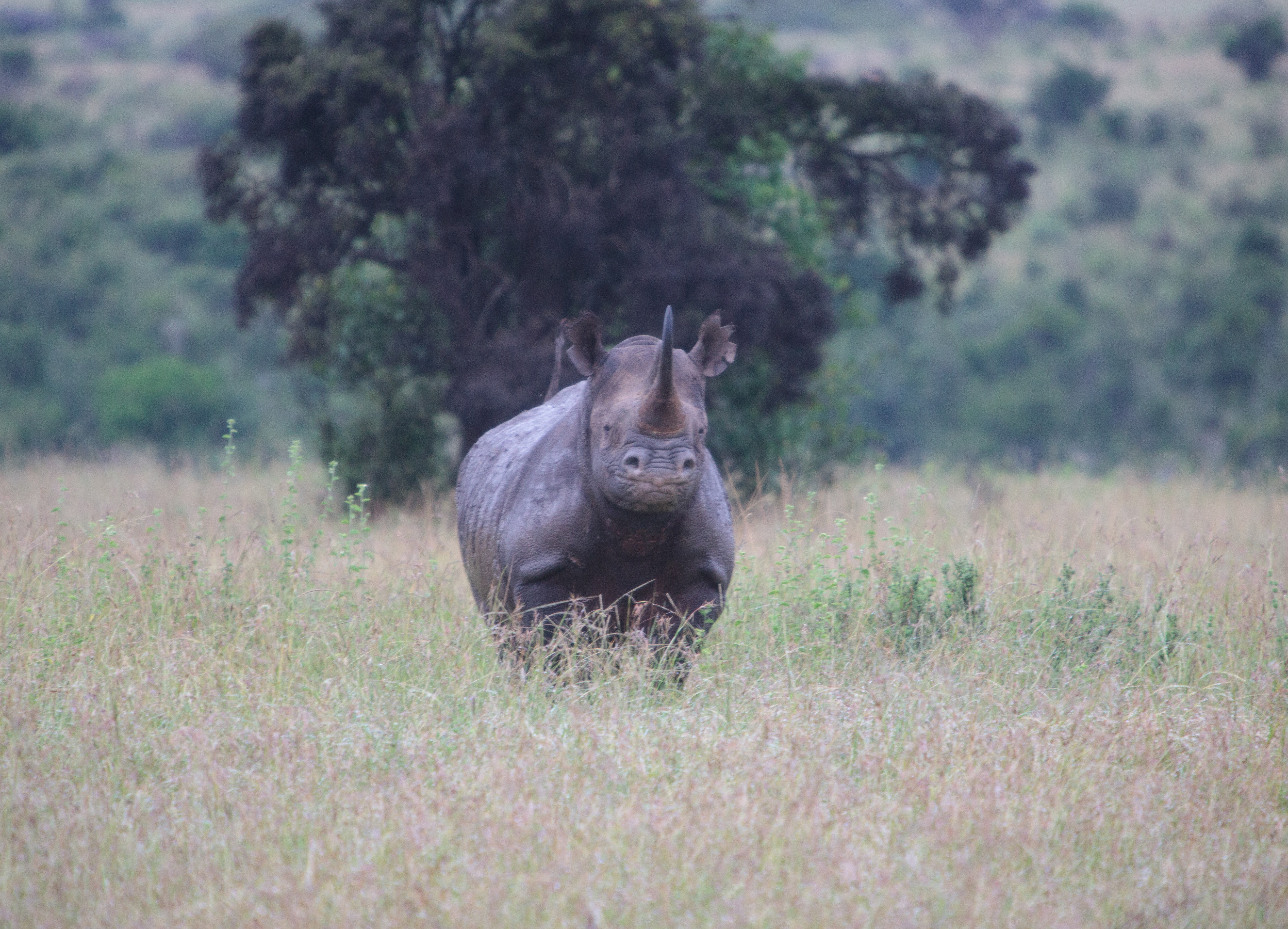
Rinoceronte nero

Sono presenti grandi popolazioni di erbivori, soprattutto giraffe Masai, gazzelle di Thomson, cobi, eland, gnu  e zebre; nella zona meridionale del parco si trova il corridoio migratorio di Kitengela, attraversato stagionalmente da grandi mandrie di ungulati. 

Fra i mammiferi, si trovano nel parco quattro dei Big Five: il leone, il leopardo, il rinoceronte nero e il bufalo; l'elefante è assente. 

Grazie alla sorveglianza dei rangers, la popolazione di rinoceronti neri è molto ampia, al punto che il parco funge da donatore per la reintroduzione della specie in altri parchi africani. 
 
Nel 2009 vi sono stati introdotti dieci rinoceronti bianchi (Ceratotherium simum) provenienti dal Parco nazionale del Lago Nakuru.
Il parco ha una ricca avifauna, che include oltre 400 specie (alcune delle quali, stagionali, giungono nel parco fra marzo e aprile). 

La zona fluviale ospita specie come l'ippopotamo e il coccodrillo.

## Protezione degli animali

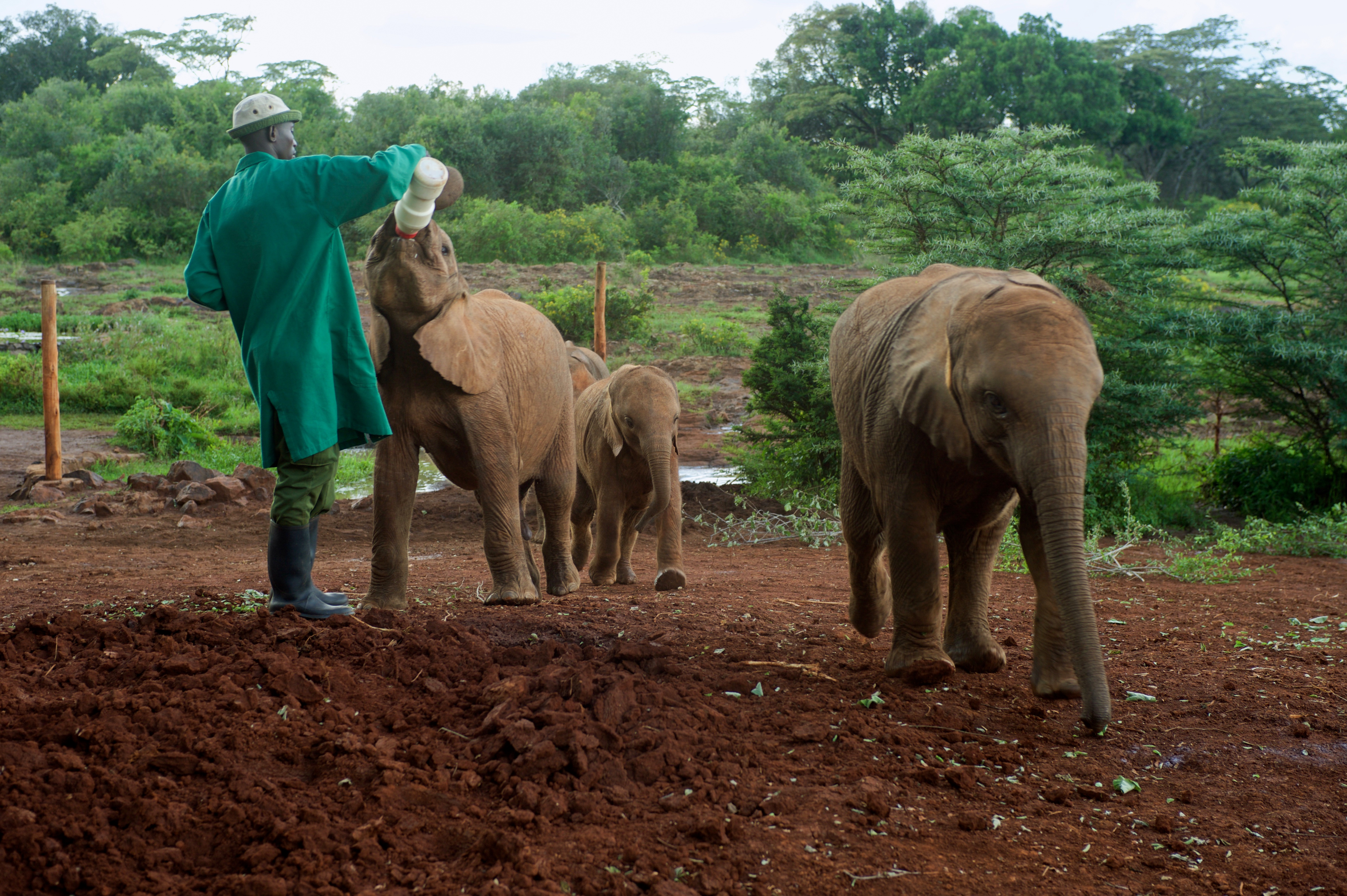
Elefantini orfani

All'interno del Nairobi National Park ha sede il Nairobi Animal Orphanage (fondato nel 1964), un istituto che offre soccorso e rifugio ad animali feriti e a cuccioli abbandonati o rimasti orfani.

## Turismo
Il parco è un'attrazione turistica di un certo rilievo, in particolare per via della sua prossimità a Nairobi e dell'abbondanza di rinoceronti (molto facili da avvistare). I turisti possono usufruire dei servizi di diverse società che organizzano safari, inclusi safari a piedi (organizzati dal Nairobi Safari Walk).